# 裴迪
裴迪（716年—？），字、号不详，关中人士，唐朝山水田园诗人。曾官任蜀州刺史及尚书省郎。
裴迪是王维的好友，与王维同隐居辋川十数年，王维为他写过《菩提寺禁裴迪》《酌酒与裴迪》《赠裴迪》等诗。

## 延伸阅读
[在维基数据编辑]
 在维基文库阅读此作者作品